# Новое религиозное движение

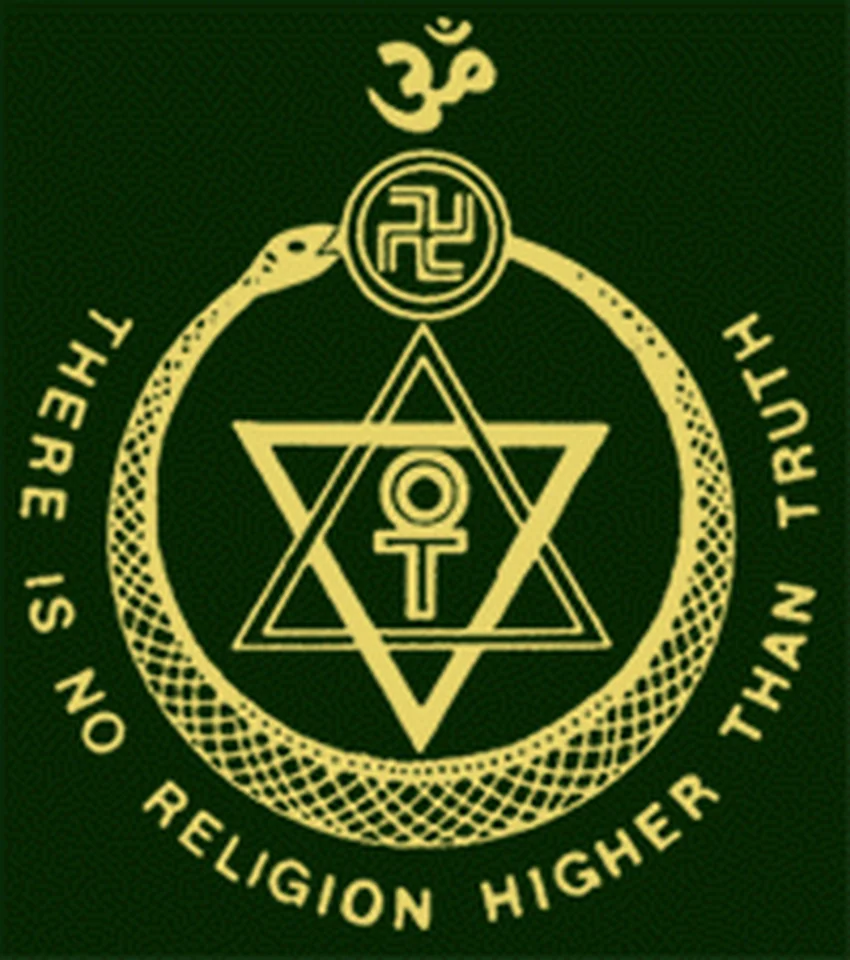
Эмблема Интернационального Теософского общества, одного из первых НРД (1875)

Но́вое религио́зное движе́ние (сокр. НРД, англ. New Religious Movement (NRM)) — религиозная или подобная религиозной группа/организация, появившаяся относительно недавно (старейшие не ранее середины XIX века) и имеющая существенные отличия в вероучении от «традиционных» («мейнстримных») религиозных направлений (очень часто в форме религиозного синкретизма). В настоящее время нет общепринятых критериев отличия НРД от других религиозных направлений. Термин «новое религиозное движение» был популяризован британским социологом Эйлин Баркер.
История возникновения некоторых новых религиозных движений связана с другими ранее существовавшими религиозными организациями или деноминациями, другие возникли независимо от существующих ранее. Новые религиозные движения очень разнообразны в идеологии и деятельности.
Академические исследования новых религиозных движений получили развитие в 1970-х годах. Сейчас существуют несколько исследовательских организаций и несколько рецензируемых научных журналов, специализирующихся на этой теме. Причины появления и роста НРД в современную эпоху исследователи усматривают в общественных процессах секуляризации, глобализации, детрадиционализации, социальной фрагментации, индивидуализации, рефлексивности.
По подсчётам исследователей, сейчас во всём мире насчитывается порядка десятков или сотен тысяч новых религиозных движений; точное количество неизвестно. Большинство таких групп малочисленно, от нескольких до нескольких десятков последователей. В более крупных НРД количество участников доходит до нескольких тысяч, и в очень немногих превышает миллион человек и может достигать десятков миллионов. Общее количество последователей всех НРД во всём мире по состоянию на 2012 год составляло не менее 100 миллионов человек; большинство их живёт в Азии и Африке, но ни в одном государстве они не составляют большинства населения.
Новые религии часто вызывают враждебную реакцию со стороны старых религиозных организаций и некоторых светских институтов.
Во многих странах Запада существует светское антикультовое движение и христианское контркультовое движения, возникшие в 1970—1980-х годах в качестве противодействия появившимся тогда в большом количестве новым религиозным группам. В России антикультовое движение и его сторонники (родственники людей, пострадавших от асоциальной деятельности некоторых НРД, а также те лица, к которым они обратились за помощью — духовенство исторических религий, психиатры и юристы), заручившись поддержкой большинства традиционных в России религий и ряда государственных структур, выступило в качестве оппозиции НРД, рассматривая их как «тоталитарные секты и деструктивные культы», что привело к принятию в 1997 году нового федерального закона «О свободе совести и о религиозных объединениях», позволившего несколько ограничить в стране деятельность НРД.

## Проблема определения понятия
На сегодняшний день нет единого общепринятого определения понятия «новое религиозное движение»; исследователи продолжают искать более точные определения и отличительные признаки, но научный консенсус ещё не достигнут. Тем не менее, как скептически замечает английский социолог религии Айлин Баркер:
хотя попытки точно определить, что является новым религиозным движением, а что нет, безусловно обречены на неудачу, в рамках здравого смысла этот термин вполне употребим.
Также не существует общепризнанных критериев отличия новых религиозных движений от других организаций, групп и общественных движений. Кроме того, нет общепринятого определения понятия «религия» и существуют очень разные мнения по вопросу о том, что считать религиозным. Однако в большинстве случаев термином «новое религиозное движение» обозначается сравнительно недавно возникшая группа людей, чьи взгляды отличаются от ранее появившихся религий.
Вопрос о том, до какого возраста религиозное движение следует считать «новым», остаётся дискуссионным. С одной из точек зрения, новыми можно назвать любые религиозные движения, которые возникли позднее давно установившихся организованных религий — то есть все, появившиеся где-либо в мире за последние несколько столетий — и они останутся новыми, сколько бы времени ни прошло. Более распространены точки зрения, сторонники которых считают, что термин НРД можно применять только к религиозным движениям, возникшим значительно позднее, например: с середины XIX века (включая мормонизм, возникший в 1830 году в Америке, основанное в 1838 в Японии тэнрикё и персидскую веру бахаи, появившуюся в 1844), после конца XIX века, либо, как считает Айлин Баркер, возникшим после Второй мировой войны и новым для той или иной конкретной культуры.
Столь же спорным является вопрос о том, от какого момента начинать отсчёт возраста религии: от появления вероучения или идеи, от создания первой организованной группы последователей этого учения, со дня официальной регистрации религиозной организации или от фактического начала религиозной деятельности в данной стране или регионе. Так, Международное общество сознания Кришны на Западе и в России одними религиоведами рассматривается как неоориенталистское или неоиндуистское новое религиозное движение, поскольку оно относительно ново для западной культуры и возникло в США только в 1966 году, в то же время другие считают, что «новым» оно является условно, в контексте иной культуры, хотя в Индии исповедуемый МОСК гаудия-вайшнавизм является вполне традиционным религиозным течением внутри индуизма и известен там с начала XVI века[страница не указана 2557 дней].

Понятие НРД охватывает широкий круг движений, начиная с тех, которые основаны на новых подходах к религии и духовности, поощряют индивидуализм и предоставляют своим последователям свободное членство, и заканчивая общинными организациями, которые требуют от своих последователей строгой дисциплины, значительного соответствия другим членам группы и социальной индивидуальности, что отделяет их от остальной части общества. Многим НРД присущ религиозный синкретизм или религиозный радикализм, иногда встречается стремление к изменению общественно-политического строя; в то же время неоязычники обычно желают возрождения изначальных традиций своего народа.
Не все группы, относимые сторонними исследователями к НРД, согласны с таким определением. В «Большой российской энциклопедии» НРД классифицируются по преимущественному направлению деятельности на политические, коммерческие, медицинские, психологические, педагогические и прочие.

## Терминология

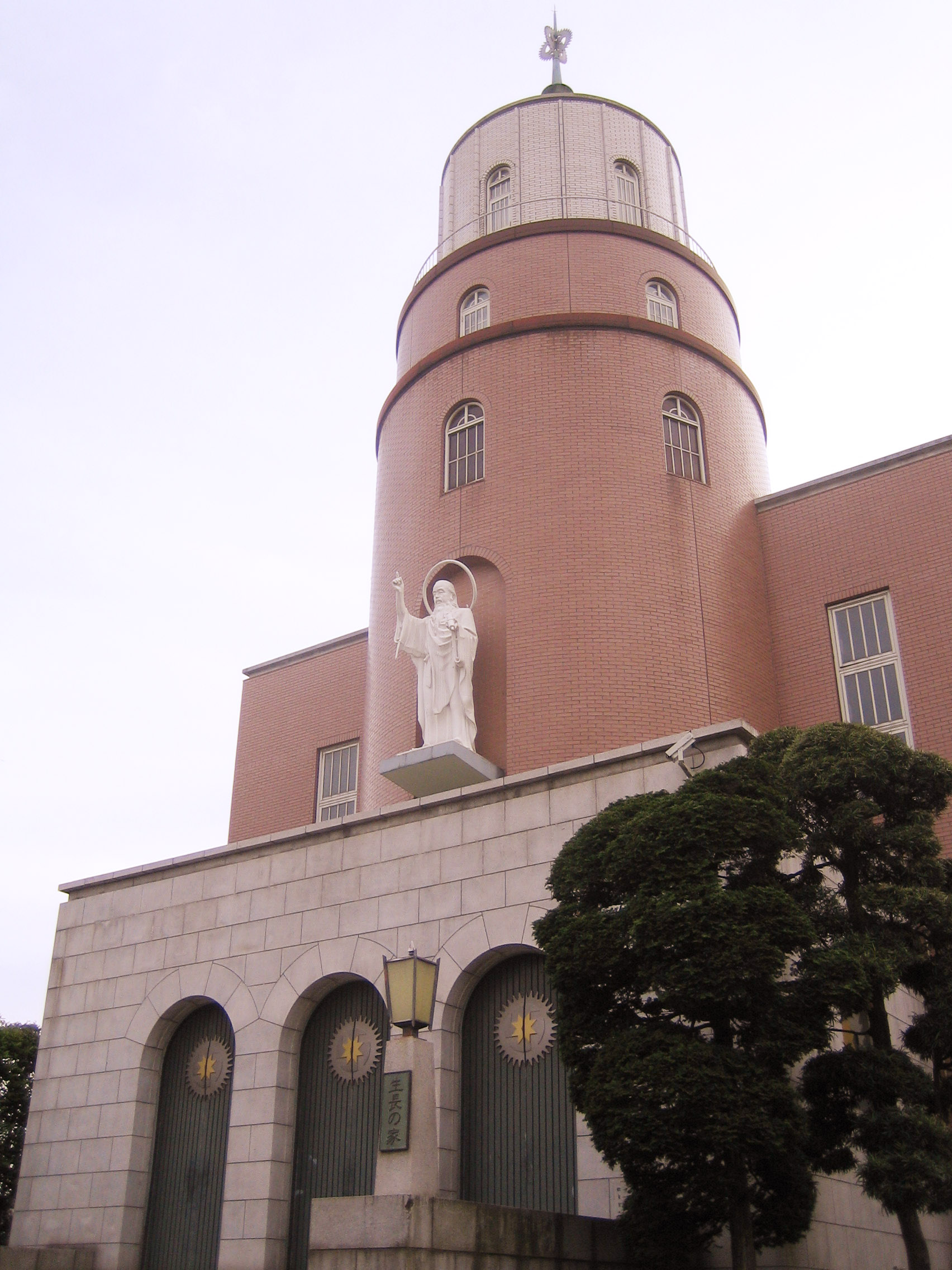
Храм японской новой религии Сэйтё-но Иэ в Токио.

В 1998 году в словаре-справочнике «Новые религиозные культы, движения и организации в России» отмечалось, что «ряд исследователей (А. Ниулмен, У. Мартин, Д. Стюарт, Д. Макдауэлл) полагают, что такие термины, как „культ“, неадекватно отражают процессы модернизации религии, и предлагают использовать термины „новые религиозные движения“, „неорелигии“».
По мнению социолога религии Массимо Интровинье, высказанному в 2001 году, абсолютное большинство современных учёных воздерживается от употребления по отношению к религиозным движениям имеющих негативную коннотацию терминов «ересь», «секта» и «деструктивный культ». По его мнению, научное сообщество с одобрением восприняло появление понятия «новое религиозное движение», популярность которому обеспечили труды английского социолога религии Айлин Баркер, позволившего избегать использования терминов «культ» и «секта», которые воспринимаются как уничижительные. Также Интровинье отмечает, что разные авторы в одном случае используют временной признак, а в другом случае доктринальный. К последним он относит и себя, замечая, что понятия «новая религия» или «новое религиозное движение» следует использовать лишь в том случае, «когда в богословии обнаруживается существенное расхождение с традиционным христианством или (с не столь легко поддающим определению) традиционным иудаизмом, исламом, индуизмом или буддизмом…». Некоторые религиозные группы возражали против применения к ним понятий «новое религиозное движение» или «новая религия», потому что считали, что это «всего лишь вежливый синоним слов „культ“ и „секта“, обозначающий нечто во всех отношениях отличающееся от „уважаемых“ религий». И напоследок замечает, что уже в нынешнем, XXI веке, споры продолжаются, так некоторые участники спора до сих пор выступают «против все более криминологического использования терминов „секта“ и „культ“ в ходе акций по борьбе с культами, предпринятых правительствами Франции, России и Китая» и поэтому «предложили попросту отказаться от понятий „новое религиозное движение“ и „новая религия“ и говорить о „семействах“ религиозных и духовных групп». Разные исследователи вкладывают разный смысл в слово «новое» при изучении «новых» религиозных движений. Смысл, вкладываемый в слово «новое», меняется в зависимости от конкретного исследователя и его страны. От других терминов понятие НРД отличается тем, что определяющую роль в нём играет не фактический, а хронологический аспект. В общем смысле «новым религиозным движением» называется любая религиозная группа, не признанная (или пока не признанная) традиционной в отдельно взятом обществе. Соответственно, список НРД меняется как в зависимости от временного критерия, принятого тем или иным исследователем, так и в зависимости от конкретного социума, о котором идёт речь.
Российский религиовед И. Я. Кантеров, в 2002 году подводя итог, констатирует:
«Конечно, термин „новые религиозные движения“ не безупречен. Уже сегодня заметны его недостатки. Например, до какого времени возникшее религиозное образование может именоваться новым? Или: действительно ли в вероучении и обрядах данного образования содержится нечто новое? Однако при этих и иных недостатках термин новые религиозные движения сегодня „работает“ и дает плодотворные результаты».
По отношению к таким группам употребляются также термины новая религия (неорелигия), нетрадиционная религия, нетрадиционное (новое) религиозное сообщество, религия Нового века, альтернативные религии (религиозные движения), альтернативные (нетрадиционные) культы, альтернативная духовность (англ. alternative spirituality), внеконфессиональные, неканонические верования, возникающие религии, молодёжные религии, маргинальные религиозные культы (религии).
Существуют также дискуссионные термины «деструктивный культ» и «тоталитарная секта», обычно употребляемые представителями традиционных конфессий или критиками НРД. Разные источники могут давать различные определения этим понятиям либо использовать их, не давая определений в явном виде. Потому сейчас нельзя определённо сказать, равнозначны ли эти понятия, как они соотносятся между собой и с понятием НРД.
Принцип деления организаций на «новые» и «традиционные» (в хронологическом варианте) хотя отчасти присутствует в современном российском законодательстве, например, в преамбуле к Федеральному закону от 26 сентября 1997 года № 125-ФЗ «О свободе совести и о религиозных объединениях», но сам термин «новое религиозное движение» в законах отсутствует.

## Основные особенности НРД

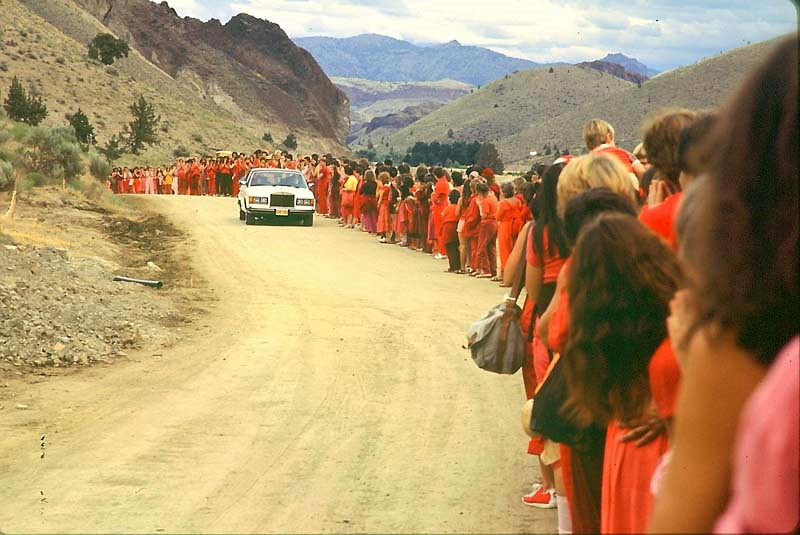
Ошо-движение. Раджниш едет вдоль своих последователей. Лето 1982 г.

Религиоведы Б. З. Фаликов и Е. С. Элбакян считают, что для НРД свойственны:
- Радикализм обновления религиозной традиции (за исключением неоязычников, настаивающих на своей изначальной традиционности);
- Вероучительный синкретизм (соединение новых и традиционных верований);
- Доминирующая роль их основателей и лидеров (часто провозглашающих себя божествами или их посланниками);
- Неустойчивость мировоззрения последователей (поскольку обычно те являются верующими первого поколения и им присущ переход из одного НРД в другое, зачастую противоположное);
- Социальная «альтернативность», стремление изменить общественно-политический строй (хотя в последние годы происходит постепенная адаптация ряда НРД, например, кришнаитов, к социальной реальности).

Доктор философских наук профессор кафедры социологии, политологии и обществоведческого образования Южного федерального университета А. В. Матецкая выделяла следующие черты у большинства НРД:
1. Малый период существования.
2. Значительная роль лидеров.
3. Аморфность структуры движения. Частое использование горизонтальных организационных структур вместо иерархических.
4. Синкретизм, включающий элементы учения других религий.
5. Значительная личная вовлечённость последователей.
6. Миссионерская направленность, часто превращающая региональное движение в международное.
7. Нестабильность состава движения и ротация части последователей.
8. Непривязанность к «родной» религии для части НРД, её переосмысление в некоторых случаях.
9. Малая численность последователей.

По мнению антрополога В. И. Харитоновой, важной стороной деятельности современных НРД является культивирование разнообразных психофизических упражнений. Для обозначения упражнений используются термины «практики», «духовные практики», «методы духовной работы», «методики самосовершенствования».
Один из видов классификации данных техник состоит в их разделении на три основные группы, которые нацелены на работу:
- с телом (и «энергиями») — телесноориентированные и мануально-энергетические;
- с эмоциями — вербальные и эмоционально-вербальные;
- с сознанием — ментальные.

Тип духовной практики НРД даёт возможность определить состав потенциальных приверженцев данной практики и данного НРД.

## Классификация НРД

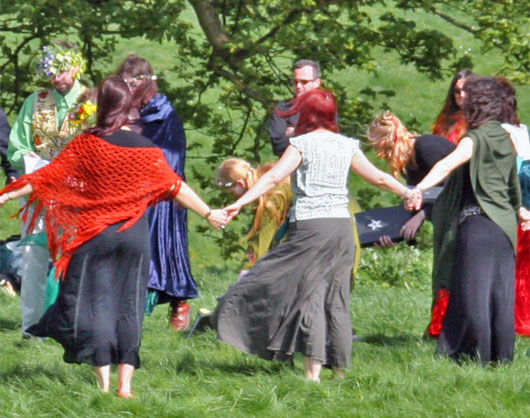
Ритуал британских виккан

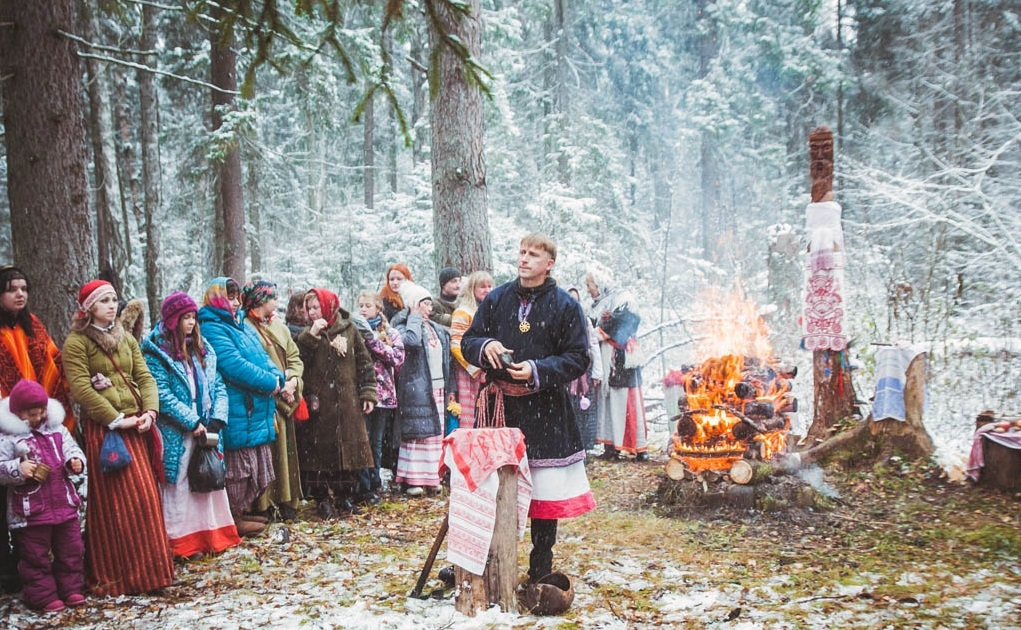
Праздник богини Мокошь родноверов (ССО СРВ)

В российском религиоведении принята следующая классификация НРД: неохристианские (например, мормонизм, харизматическое движение/неопятидесятники, Церковь объединения), неоориенталистские (необуддизм, неоиндуизм, рериховское движение), неоязыческие (неошаманизм, родноверие), «нью-эйдж» (исключительно синкретические), а также российского, западного или восточного происхождения. Многие новые религиозные движения считаются принадлежащими к «зонтичному» направлению «нью-эйдж», в рамках которого они обмениваются идеями и концепциями и оказывают друг другу определённую поддержку; в то же время ряд новых религиозных движений относятся к нью-эйдж негативно.
Маргарет Тэлер Сингер (психолог)
1. Неохристианские религиозные группы
2. Индуистские и восточные религиозные группы
3. Оккультные, колдовские и сатанистские группы
4. Спиритические группы
5. Дзен и прочие группы с китайско-японской философско-мистической ориентацией
6. Расовые группы
7. Группы, возникшие вокруг НЛО и прочих внеземных феноменов
8. Психологические или психотерапевтические группы
9. Политические группы
10. Системы самоусовершенствования, самореализации или саморазвития

Рональд Энрот (социолог)
1. Восточные мистические группы
2. Псевдохристианские группы
3. Духовно-психологические группы и группы самоусовершенствования
4. Эклектичные и синкретические группы
5. Парапсихологические, оккультные и астральные группы

Майкл Лангоун (психолог)
1. Восточная медитация
2. Движения, основанные на Библии и христианстве
3. Оккультизм, сатанизм, колдовство, чёрная магия
4. Политический терроризм
5. Психотерапия / самореализация
6. Группы по избавлению от наркотической зависимости
7. Коммерческие

## Новые религиозные движения в России
Движения иностранного происхождения, представленные в России: бахаи, мормонизм, спиритуализм, Новое мышление, Теософское общество, антропософия, Школа Арканов, Всемирное Белое Братство, Новый Акрополь, телема, викка, «Тенсегрити» Кастанеды, Церковь саентологии, Раэлиты, Церковь сатаны, Ошо-движение, Фалуньгун, АллатРа, и другие.
Религиозные движения, основанные в России (Российской империи, СССР): Четвертый путь, Рериховское движение («Агни-йога»), Движение Розы Мира, ивановцы, Великое Белое Братство ЮСМАЛОС, инглиизм, Радастея, Звенящие кедры России (анастасийцы), Ашрам Шамбалы, и прочие.
Религиоведы Б. З. Фаликов и Е. С. Элбакян в 2004 году в «Большой российской энциклопедии» оценили совокупную численность последователей различных НРД  до 600 тыс. человек.
В 2009 году, выступая с докладом в Московском центре Карнеги, религиовед Р. Н. Лункин сообщил, что в России насчитывается около 300 тыс. последователей всех НРД; к этой же цифре в 2001 году в Новой философской энциклопедии склонялся Л. Н. Митрохин.

## Новые религиозные движения на Украине
После начала перестройки на Украине сложился благоприятный климат для распространения новых религиозных движений. Среди главных причин этого процесса исследователи называют: социально-экономическую и политическую нестабильность; значительную оторванность людей от церковных традиций; ослабленность исторических церквей и их миссионерских структур; финансовое давление заграничных религиозных миссий. Кроме того, НРД возникают на волне протеста против традиционных ценностей и связаны с молодёжной субкультурой. Часто к новейшим религиозным движениям приобщается юношество, которое разочаровалось в других формах бунта (употребление наркотиков, сексуальная революция, контркультура и т. п.). Привлекательной чертой НРД для некоторых богоискателей является их экзотичность.
В частности, на рубеже 1990-х годов на Украине появилось харизматическое движение (возникшее ранее в США). Оно тесно связано с другими протестантскими направлениями, преимущественно с пятидесятничеством. К 2003 году на Украине насчитывалось свыше одной тысячи общин харизматических течений. Подавляющее большинство харизматов составляет молодёжь в возрасте до 30 лет.
С конца 1980-х годов начали активнее проникать и ориенталистские движения. На население страны они не оказали значительного влияния и составляют незначительную часть общего количества религиозных общин. Среди всех восточных течений на Украине наиболее заметным является Международное общество сознания Кришны, известное также под названием «Движение Харе Кришна».
Неоязычники Украины представлены несколькими религиозными организациями, в частности славянского неоязычества — общинами «Родной украинской национальной веры» (РУН-веры), «славянско-ведического» движения «Хара-Хорс» и другими. На Украине по состоянию на январь 2003 года было представлено свыше одной тысячи нетрадиционных и новых религиозных движений. Хотя количество НРД постоянно возрастает, численность их приверженцев остаётся незначительной.
Общее количество религиозных организаций на Украине, которые можно отнести к НРД, на 1 января 2006 года, по данным Государственного департамента по делам религий составляла 2141 единицу, или 7 % общего количества зарегистрированных религиозных общин. Существует региональная специфика в распространении НРД на востоке и западе Украины. В частности на Закарпатье в цыганской среде распространилась харизматическая Церковь Живого Бога. Очень активно распространяются НРД на востоке Украины (особенно в Донецкой области), а также в Киеве, что может объясняться определённой оторванностью местного населения от традиций своих предков, постоянным стрессом, неуверенностью в завтрашнем дне, разочарованием в традиционных религиозных ценностях.

## Оценки явления
Религиоведами
Религиовед Л. И. Григорьева, затрагивая вопрос существования в мире и в России настороженного и, временами, открыто отрицательного отношения к НРД, указывает, что критики этого явления, как правило, приводят следующие доводы: 1) наличие в неорелигиозных объединениях экстремизма и криминогенности, что выражается в закреплении за ними определения «деструктивный культ»; 2) вовлечение в организацию посредством обмана и подавление свободной воли неофита посредством различных манипулятивных приёмов (применение гипноза, «зомбирования», «кодирования» и методик «промывания мозгов»), что выражается в закреплении за неорелигиозными объединениями ещё одного популярного определения — «тоталитарная секта»; 3) значительный и реальный вред психическому и физическому здоровью членов религиозной общины из-за использования во внутренней жизни принудительной изнуряющей работы на безвозмездной основе, «агрессивной диеты» и отказа от медицинской помощи; 4) оставление адептов («оболваненных» жертв) без средств к существованию через вымогательство обманным путём имущества и денег в пользу лидера организации; 5) отказ человека от общественно-полезной деятельности, работы и учёбы, прекращение каких-либо связей с семьёй.
Религиовед К. В. Кислюк считает, что в деятельности многих новых религиозных движений, а особенно сатанистских организаций, имеет место деструктивное (разрушительное) влияние на общество в целом, и на человеческую личность в частности.
Религиовед Л. Н. Митрохин писал о неправомерности приписывания «всем новым религиям одних и тех же характеристик, отождествление, например, последователей Ананды Марги и сатанистов, практикующих бесчеловечные ритуалы, с последователями респектабельного бахаизма и безобидными поклонниками летающих тарелок». Он высказывает мнение, что так поступают «церковно-догматические критики нетрадиционных религий», которые, осуждая НРД «как злостное „уклонение“ от истинной веры», таким образом пытаются защитить своё собственное «молитвенное пространство», в то время как для «серьёзного религиеведа НРД представляют новый тип религиозности, имеющий глубокие социально-онтологические корни, а поэтому исторически закономерный».
Религиозными деятелями
Архиепископ Кентерберийский Джордж Кэри, глава Церкви Англии, в 2001 году выступая на международной конференции «Духовный супермаркет. Религиозный плюрализм и глобализация в XXI столетии», организованной INFORM и CESNUR, отмечал, что следует различать «здоровые» и «нездоровые» НРД. Он отметил, что все религии когда-то были новыми, и это не помешало некоторым из них со временем стать традиционными; при этом одна апокалиптическая «иудейская секта» (имеется в виду христианство) на многие века определила судьбу европейской культуры, и церковь может поучиться отдельным сторонам духовности движений Нью Эйдж. В то же время, деятель антисектантского движения в России историк А. Л. Дворкин объясняет такой толерантный подход главы Церкви Англии, тем, что в ней давно приняты такие новшества, как «женское священство, однополые браки и инклюзивный библейский язык, а многие её священники и епископы открыто заявляют о неверии в божественность Иисуса Христа и в Его телесное воскресение». По мнению Дворкина, это объясняется тем, что «Англиканская церковь стремительно теряет верующих, готовых броситься в объятия каких угодно сект, лишь бы сбежать из на глазах распадающейся и стремительно растрачивающей остатки своего авторитета деноминации», и что «„здравые“ критерии архиепископа Кентерберрийского вряд ли способствуют укреплению нравственной позиции его церкви, неоднократно отказывавшей в помощи многочисленным жертвам тоталитарных сект».
Патриарх Московский и всея Руси Кирилл в 2009 году на встрече с общественностью Архангельска и Архангельской области, отвечая на вопрос «о противодействии деятельности псевдорелигиозных структур, представляющих опасность для личности и общества», отметил следующее:

Вот в чём опасность — никто не знает подлинных целей тех людей, которые создают новые религиозные движения, привлекают туда адептов. Чаще всего это направлено против кого-то. В России это всегда направлено против Русской Церкви. Я не встречал ни одного сектанта, безразличного или доброжелательного по отношению к Русской Церкви. Всегда есть пафос борьбы, пафос разрушения. Но ведь не только борьбы с Русской Церковью — есть пафос отрицания своей истории, своей культуры. Эти люди не принимают ни Достоевского, ни Пушкина…
Оппозицией новым религиозным движениям
Оппозиция НРД исходит из нескольких источников с разнообразными интересами и точками зрения. В ней участвуют представители традиционных религий (особенно ярко выражено «Христианское контркультовое движение»), светские исследователи, собирающие и публикующие критическую информацию (многие из них принадлежат к антикультовому движению), критически настроенные прежние участники НРД, деятели науки — социологи, психологи, скептики и критики религии. В России деятельность, выражающаяся в активной критике и противодействию НРД, обычно называется «антисектантством».

## Заметки
1. ↑  Сторонником такого определения является один из ведущих западных специалистов в области НРД, Джордж Крайссайдс, согласно которому, НРД — это организация, основанная в последние 150 лет, и которую трудно отнести к одной из основных религиозных традиций мира[1].
2. ↑  «Новые религии редко учреждаются каким-либо комитетом. Иногда секты образуются в результате отхода группы неудовлетворенных людей от более крупной организации. Однако чаще у движения есть основатель и лидер, за которым признаётся обладание особыми способностями или особым знанием»[7].